# George Agar-Ellis
George James Welbore Agar-Ellis, 1er baron Dover (14 janvier 1797 - 10 juillet 1833) est un homme politique, écrivain et pair britannique.

## Biographie

### Vie privée
Il est le fils unique de Henry Ellis, 2e vicomte Clifden et de Caroline Spencer, fille de George Spencer, 4e duc de Marlborough. 
Il fait ses études à la Westminster School et à Christ Church, à Oxford. Il est élu membre de la Société des Antiquaires et de la Royal Society en 1816.

### Vie publique
George Agar-Ellis est élu au Parlement pour Heytesbury en 1818, un siège qu'il occupe jusqu'en 1820 ,. Il représente ensuite Seaford entre 1820 et 1826  Ludgershall entre 1826 et 1830  et Okehampton entre 1830 et 1831 . Il appuie la motion de George Canning en 1822 pour un projet de loi visant à lever les incapacités des pairs catholiques romains et appuie systématiquement les principes libéraux. Il s'intéresse peu à la politique des partis, mais est un ardent défenseur du soutien de l'État aux causes de la littérature et des beaux-arts.
En 1824, George Agar-Ellis est le principal promoteur de la subvention de 57 000 £ pour l'achat de la collection de tableaux de John Julius Angerstein, qui forme la base de la collection de la National Gallery. Lors de la formation de l'administration whig de Charles Grey, 2e comte Grey en novembre 1830, il est admis au Conseil privé et nommé premier commissaire des bois et forêts. Cependant, il est contraint de démissionner après deux mois en raison d'une mauvaise santé.
En juin 1831, du vivant de son père, George Agar-Ellis est élevé à la pairie comme baron Dover, de Douvres dans le comté de Kent. Il est président de la Royal Society of Literature en 1832, administrateur du British Museum et de la National Gallery, et commissaire aux archives publiques.

## Famille

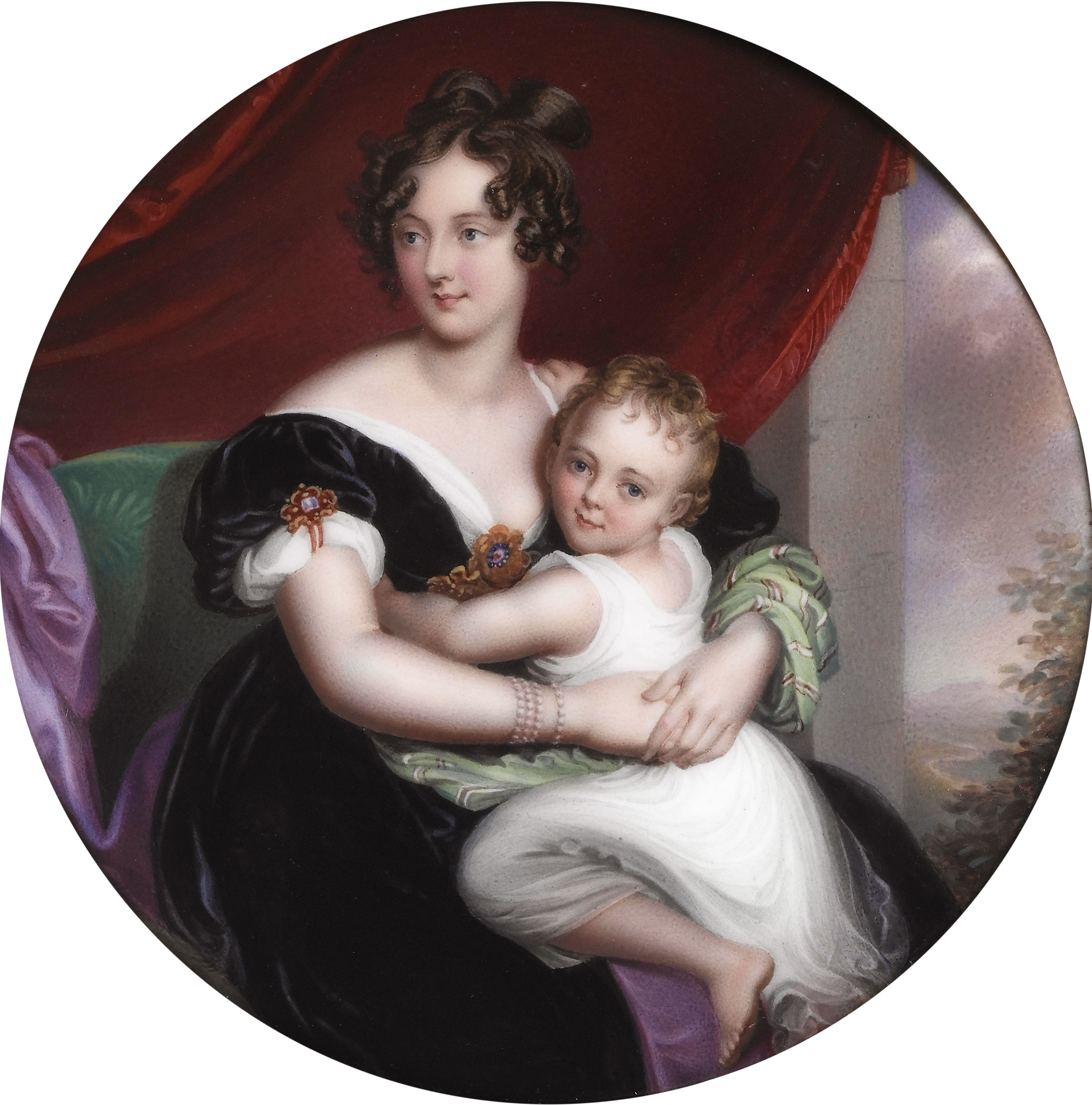
Georgina Howard, baronne Dover (d'après une peinture de Sir Thomas Lawrence).

Il épouse, le 7 mars 1822, Georgiana Howard (1804-1860), fille de George Howard, 6e comte de Carlisle et de Georgiana Dorothy Cavendish. Ils ont quatre enfants.
- Lucia Caroline Elizabeth Agar-Ellis (9 janvier 1827 - 22 janvier 1895) épouse William Bagot, 3e baron Bagot (27 mars 1811 - 19 janvier 1887), dont descendance ;
- Henry Agar-Ellis, 3e vicomte Clifden (25 février 1825 - 20 février 1866) épouse Eliza Horatia Frederica Seymour (16 juillet 1833 - 23 avril 1896), dont descendance ;
- Leopold Agar-Ellis, 5e vicomte Clifden (13 mai 1829 - 10 septembre 1899) épouse Harriet  Stonor (5 avril 1836 - 17 mai 1914), dont descendance ;
- Diana Mary Blanche Georgiana Agar-Ellis (5 janvier 1832 - 18 juillet 1890) épouse Edward Keppel Coke (20 août 1824 - 26 mai 1889), sans descendance[1].

## Publications
Les œuvres de Lord Dover sont principalement historiques et comprennent: 
- La véritable histoire du prisonnier d'État, communément appelé le masque de fer (1826)
- Enquêtes sur le caractère de Clarendon (1827)
- une vie de Frédéric II. (1831)

Il a également édité la correspondance d'Ellis (1829) et les lettres de Walpole à Sir Horace Mann (1833).